# ناووالده
ناووالده (به آلمانی: Nauwalde) یک منطقهٔ مسکونی در آلمان است که در گرودیتس واقع شده‌است. ناووالده ۱٬۰۲۵ نفر جمعیت دارد.